# La Chapelle-Thireuil
La Chapelle-Thireuil és un municipi francès situat al departament de Deux-Sèvres i a la regió de la Nova Aquitània. L'any 2007 tenia 427 habitants.

## Demografia

### Població
El 2007 la població de fet de La Chapelle-Thireuil era de 427 persones. Hi havia 175 famílies de les quals 44 eren unipersonals (20 homes vivint sols i 24 dones vivint soles), 75 parelles sense fills, 48 parelles amb fills i 8 famílies monoparentals amb fills.
La població ha evolucionat segons el següent gràfic:
Habitants censats

### Habitatges
El 2007 hi havia 242 habitatges, 178 eren l'habitatge principal de la família, 36 eren segones residències i 28 estaven desocupats. 235 eren cases i 6 eren apartaments. Dels 178 habitatges principals, 137 estaven ocupats pels seus propietaris, 36 estaven llogats i ocupats pels llogaters i 6 estaven cedits a títol gratuït; 9 tenien dues cambres, 23 en tenien tres, 47 en tenien quatre i 100 en tenien cinc o més. 136 habitatges disposaven pel capbaix d'una plaça de pàrquing. A 92 habitatges hi havia un automòbil i a 68 n'hi havia dos o més.

### Piràmide de població
La piràmide de població per edats i sexe el 2009 era:
| Homes | Edats   | Dones |
| ----- | ------- | ----- |
| 0     | 95 o +  | 0     |
| 0     | 90 a 94 | 4     |
| 0     | 85 a 89 | 4     |
| 4     | 80 a 84 | 4     |
| 16    | 75 a 79 | 20    |
| 12    | 70 a 74 | 20    |
| 0     | 65 a 69 | 16    |
| 24    | 60 a 64 | 12    |
| 24    | 55 a 59 | 16    |
| 16    | 50 a 54 | 16    |
| 24    | 45 a 49 | 20    |
| 12    | 40 a 44 | 8     |
| 8     | 35 a 39 | 8     |
| 16    | 30 a 34 | 20    |
| 4     | 25 a 29 | 4     |
| 20    | 20 a 24 | 12    |
| 24    | 15 a 19 | 4     |
| 12    | 10 a 14 | 24    |
| 12    | 5 a 9   | 4     |
| 4     | 0 a 4   | 4     |

## Economia
El 2007 la població en edat de treballar era de 245 persones, 174 eren actives i 71 eren inactives. De les 174 persones actives 159 estaven ocupades (93 homes i 66 dones) i 15 estaven aturades (5 homes i 10 dones). De les 71 persones inactives 37 estaven jubilades, 19 estaven estudiant i 15 estaven classificades com a «altres inactius».

### Ingressos
El 2009 a La Chapelle-Thireuil hi havia 182 unitats fiscals que integraven 433,5 persones, la mediana anual d'ingressos fiscals per persona era de 14.752 €.

### Activitats econòmiques
Dels 18 establiments que hi havia el 2007, 5 eren d'empreses alimentàries, 3 d'empreses de construcció, 5 d'empreses de comerç i reparació d'automòbils, 2 d'empreses d'hostatgeria i restauració, 1 d'una empresa immobiliària i 2 d'empreses de serveis.
Dels 3 establiments de servei als particulars que hi havia el 2009, 2 eren fusteries i 1 lampisteria.
L'únic establiment comercial que hi havia el 2009 era una fleca.
L'any 2000 a La Chapelle-Thireuil hi havia 40 explotacions agrícoles que ocupaven un total de 1.798 hectàrees.

## Equipaments sanitaris i escolars
El 2009 hi havia una escola elemental integrada dins d'un grup escolar amb les comunes properes formant una escola dispersa.

## Poblacions més properes
El següent diagrama mostra les poblacions més properes.